# Kabinett Jazenjuk II

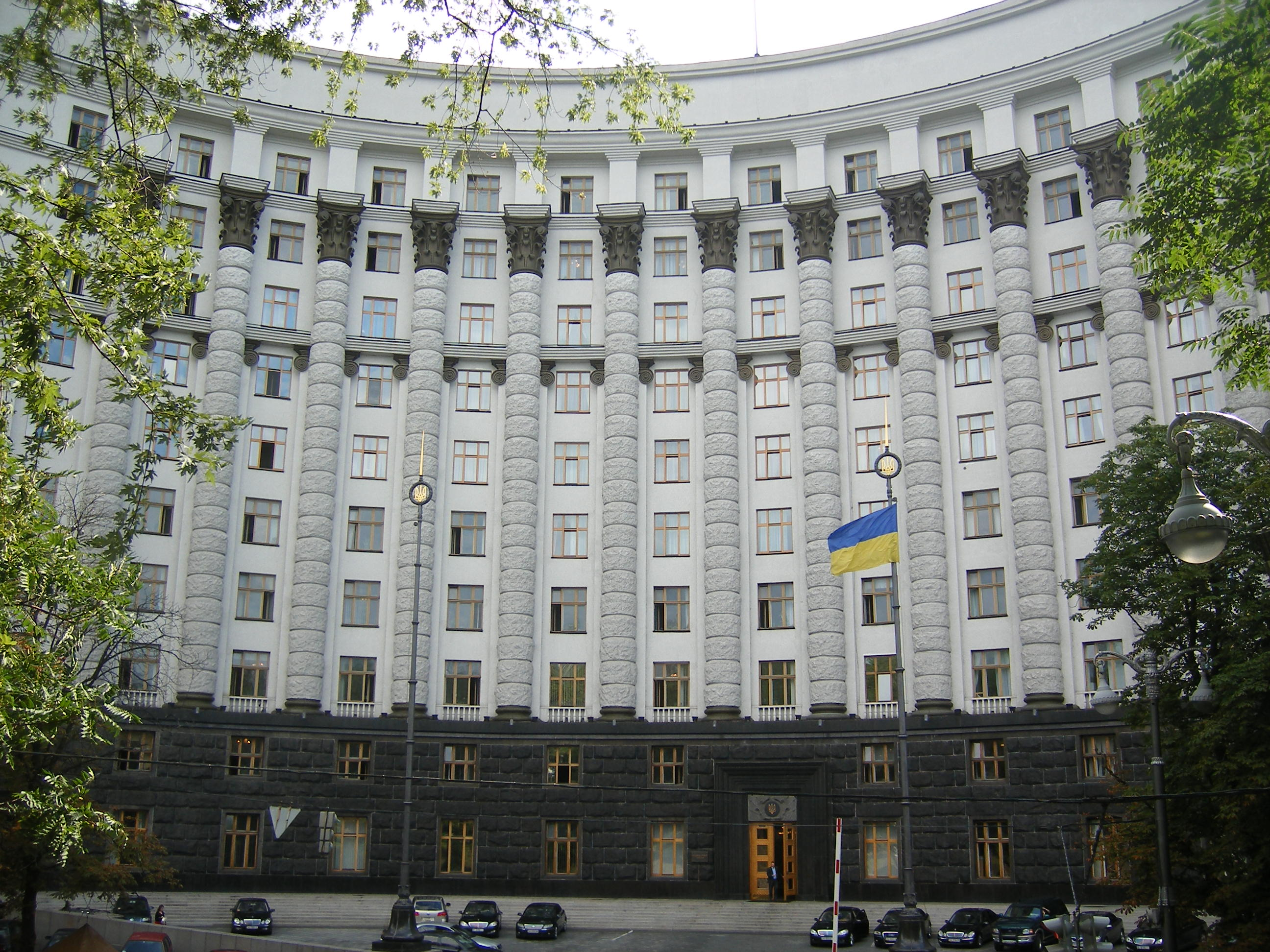
Regierungsgebäude der Ukraine in Kiew, seit 1991 Sitz des Ministerkabinetts.

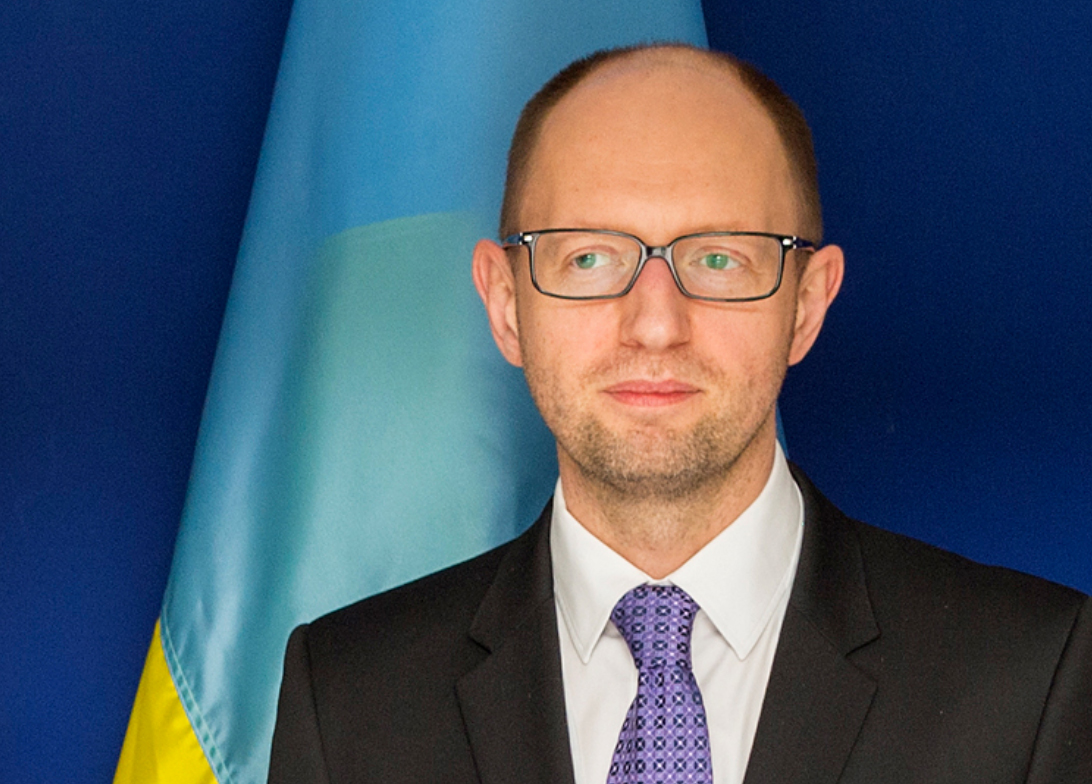
Ministerpräsident Arsenij Jazenjuk 2014

Am 2. Dezember 2014 wurde das zweite Ministerkabinett Jazenjuk (ukrainisch Другий уряд Арсенія Яценюка) von der Werchowna Rada, dem Parlament der Ukraine, als Regierung der Ukraine, bestätigt, nachdem fünf der Parteien, die bei der Parlamentswahl im Oktober 2014 in das Parlament gewählt worden waren, am 21. November einen Koalitionsvertrag vorgestellt hatten.
Arsenij Jazenjuk wurde am 27. November 2014 erneut zum Ministerpräsidenten der Ukraine gewählt und kann die in der vergangenen Regierungsperiode begonnene Annäherung an die Europäische Union fortsetzen. Er erhielt 341 Stimmen der Parlamentsabgeordneten, notwendig zur Wiederwahl waren lediglich 226 Stimmen.
Das zweite Ministerkabinett Jazenjuk wurde am 14. April 2016 durch das Ministerkabinett Hrojsman abgelöst.

## Koalitionspartner
| Logo | Partei                                 |
| ---- | -------------------------------------- |
|      | Block Petro Poroschenko (BPP)          |
|      | Volksfront                             |
|      | Radikale Partei Oleh Ljaschkos         |
|      | Allukrainische Vereinigung „Vaterland“ |
|      | Selbsthilfe                            |

Die Radikale Partei Oleh Ljaschkos verließ aus Protest gegen eine Parlamentsabstimmung über eine Verfassungsänderung, die den Separatistengebieten mehr Eigenständigkeit geben würde, am 1. September 2015 die Regierungskoalition. Am 15. September 2015 nahm die Werchowna Rada den Rücktritt des ersten Vize-Ministerpräsidenten Walerij Woschtschewskyj der Radikalen Partei Oleh Ljaschkos mit 234 Abgeordnetenstimmen an.
Weitere Entwicklung siehe: Regierungskrise 2016

## Vorgeschichte
Nachdem im Parlament mehrere Wirtschaftsgesetze abgelehnt worden waren, darunter eines, das die Beteiligung ausländischer Investoren am Gastransportsystem der Ukraine ermöglicht hätte, reichte Jazenjuk im Juli 2014 seinen Rücktritt ein. Der im Mai 2014 gewählte ukrainische Präsident Petro Poroschenko forderte daraufhin Jazenjuk auf, im Amt zu bleiben. Bei einer Abstimmung am 31. Juli 2014 lehnte eine breite Mehrheit der Abgeordneten seinen Rücktritt ab und so blieb Jazenjuk im Amt.
Am 25. August 2014 löste der Staatspräsident Petro Poroschenko per Dekret vorzeitig das Parlament auf, um vorgezogene Neuwahlen als Teil seines Friedensplans zu ermöglichen. Bereits zu seinem Amtsantritt im Juni 2014 hatte dieser angekündigt, Parlamentsneuwahlen anzustreben. Die Parlamentswahl fand am 26. Oktober 2014 statt, bei der die Volksfront-Partei des Ministerpräsidenten 76 Parlamentssitze und die Partei des Präsidenten, der Block Petro Poroschenko 127 Plätze erhielt.

## Neuerungen
Mit dem Informationsministerium wurde ein neues Ministerium gegründet, um der russischen Propaganda entgegenzuwirken.
In der neuen Regierung sind drei ehemalige Ausländer, die kurzfristig die ukrainische Staatsbürgerschaft verliehen bekommen hatten, vertreten. Es ist die neue Finanzministerin Natalija Jaresko, die aus den USA stammt, ferner der von Jazenjuk als „Radikalreformer“ bezeichnete Georgier Oleksandr Kwitaschwili, der das Gesundheitsministerium übernimmt, sowie der aus Litauen stammende Wirtschaftsminister Aivaras Abromavičius. Die Idee, Minister aus dem Ausland zu holen, stammt vom ukrainischen Präsidenten Poroschenko, da aus dem Ausland stammende Minister keine korrupten Seilschaften in der Ukraine pflegen und den Einfluss der alten, trägen Eliten eindämmen.

## Regierungskrise 2016
Bereits Anfang Februar 2016 trat der als Reformer bekannte Wirtschaftsminister Aivaras Abromavičius auf Grund des zunehmenden Drucks durch Ihor Kononenko, den ersten Stellvertreter des Vorsitzenden der Fraktion Block Petro Poroschenko, den Abromavičius als die treibende Kraft von Korruptionsintrigen sieht, sowie der wegen seiner Ansicht nach schleppenden Korruptionsbekämpfung durch die Regierung, zurück.
Mehrere Botschafter großer Geberländer (USA, Deutschland, Schweden, Schweiz, Kanada, Frankreich, Italien, Litauen und Großbritannien) brachten in einem offenen Brief ihre „tiefe Enttäuschung“ über den Rücktritt des Ministers zum Ausdruck.
| Partei                         | Ja  | Dagegen | Enthaltung | Nicht abgestimmt | Abwesend | Gesamt |
| ------------------------------ | --- | ------- | ---------- | ---------------- | -------- | ------ |
| Koalitionspartner              | 137 | 1       | 10         | 14               | 100      | 262    |
| Block Petro Poroschenko        | 97  | 0       | 10         | 10               | 19       | 136    |
| Volksfront                     | 0   | 1       | 0          | 2                | 78       | 81     |
| Selbsthilfe                    | 25  | 0       | 0          | 1                | 0        | 26     |
| Vaterland                      | 15  | 0       | 0          | 1                | 3        | 19     |
| Radikale Partei Oleh Ljaschkos | 15  | 0       | 0          | 0                | 6        | 21     |
| Oppositionsblock               | 8   | 1       | 0          | 1                | 33       | 43     |
| Gruppe »Volkswille«            | 6   | 0       | 0          | 1                | 13       | 20     |
| Gruppe »Partei Wiedergeburt«   | 0   | 0       | 0          | 11               | 12       | 23     |
| Fraktionslose                  | 28  | 0       | 2          | 1                | 20       | 51     |
| Gesamt                         | 194 | 2       | 12         | 28               | 184      | 420    |

Am 16. Februar 2016 forderte dann Präsident Poroschenko den Rücktritt von Generalstaatsanwalt Wiktor Schokin und eine Kabinettsumbildung von Ministerpräsident Jazenjuk, dem seit längerem die Nähe zu Oligarchen und das Verschleppen von Reformen vorgeworfen wird.
Am Abend desselben Tages überstand Jazenjuk jedoch ein Misstrauensvotum in der Werchowna Rada, da nur 194 statt der nötigen 226 Abgeordneten für seine Absetzung votierten. (siehe nebenstehende Tabelle)
Die Allukrainische Vereinigung „Vaterland“ von Julija Tymoschenko warf Jazenjuk Stimmenkauf bei dem Misstrauensvotum vor und zog sich tags darauf aus der Regierung zurück, die liberale „Selbsthilfe“ (Samopomitsch) folgte, mit dem Vorwurf von Vetternwirtschaft und Korruption gegen die Führung um Jazenjuk, am 18. Februar.
Der Gouverneur der Oblast Odessa und ehemalige Präsident Georgiens Micheil Saakaschwili sprach ebenfalls von Stimmenkauf zugunsten von Jazenjuk durch Oligarchen.
Damit hat die Regierung Jazenjuk aktuell keine parlamentarische Mehrheit. Falls sie innerhalb von 30 Tagen keine neue Mehrheitskoalition bilden kann, könnte Präsident Poroschenko das Parlament auflösen und Neuwahlen einberufen. Ein erneutes Misstrauensvotum, mit dem Jazenjuk abgesetzt werden könnte, ist laut der ukrainischen Verfassung erst in einem halben Jahr wieder möglich.
Die Radikale Partei Oleh Ljaschkos erklärte sich inzwischen zu Gesprächen über eine neuerliche Regierungsbeteiligung bereit. Da die Regierung nach dem 18. Februar über nur 217 Mandate verfügt, zur Mehrheit im Parlament aber 226 Mandate nötig wären, könnte ihr die Radikale Partei mit 21 Abgeordneten erneut zur Mehrheit verhelfen.
 Der deutsche und der französische Außenminister Frank-Walter Steinmeier und Jean-Marc Ayrault forderten bei einem Besuch in Kiew am 23. Februar die Politiker des Landes auf „die politischen Grabenkämpfe zu unterlassen und den Fokus auf die entschlossene Umsetzung der Reformagenda zu setzen.“ Des Weiteren sagte Steinmeier „müsse der Kampf gegen Korruption entschieden geführt werden“, da die Zahlungen des Internationalen Währungsfonds (IWF) nur für eine stabile Ukraine aufrechterhalten würden.
Am 14. April 2016 wurde Wolodymyr Hrojsman in der Werchowna Rada mit 257 Stimmen zum Ministerpräsidenten gewählt und mit demselben Votum wurde der Rücktritt Jazenjuks bestätigt.

## Zusammensetzung des Kabinetts
| Logo           | Portfolio                                                                                               | Minister                | Foto | Parteizugehörigkeit                             | Amtszeit                              |
| -------------- | --- | ----------------------- | ---- | ----------------------------------------------- | ------------------------------------- |
|                | Ministerpräsident                                                                                       | Arsenij Jazenjuk        |      | Volksfront                                      | 2. Dezember 2014 –                    |
|                | Erster Vize-Ministerpräsident (vakant seit 15. September 2015)                                          | Walerij Woschtschewskyj |      | Radikale Partei                                 | 2. Dezember 2014 – 15. September 2015 |
|                | Innenminister                                                                                           | Arsen Awakow            |      | Volksfront                                      | 2. Dezember 2014 –                    |
|                | Vizeministerpräsident, Minister für Kultur                                                              | Wjatscheslaw Kyrylenko  |      | Volksfront                                      | 2. Dezember 2014 –                    |
|                | Ministerin beim Ministerkabinett                                                                        | Hanna Onyschtschenko    |      | Volksfront                                      | 2. Dezember 2014 –                    |
|                | Justizminister                                                                                          | Pawlo Petrenko          |      | Volksfront                                      | 2. Dezember 2014 –                    |
|                | Vizeministerpräsident, Minister für Regionalentwicklung, Bauwirtschaft und kommunale Wohnungswirtschaft | Hennadij Subko          |      | BPP                                             | 2. Dezember 2014 –                    |
|                | Außenminister                                                                                           | Pawlo Klimkin           |      | BPP                                             | 2. Dezember 2014 –                    |
|                | Finanzministerin                                                                                        | Natalija Jaresko        |      | BPP                                             | 2. Dezember 2014 –                    |
|                | Verteidigungsminister                                                                                   | Stepan Poltorak         |      | BPP                                             | 2. Dezember 2014 –                    |
|                | Minister für Ökonomische Entwicklung und Handel                                                         | Aivaras Abromavičius    |      | BPP                                             | 2. Dezember 2014 – 3. Februar 2016    |
|                | Minister für Energiewirtschaft und Kohleindustrie                                                       | Wolodymyr Demtschyschyn |      | BPP                                             | 2. Dezember 2014 –                    |
|                | Minister für Infrastruktur                                                                              | Andrij Pywowarskyj      |      | BPP                                             | 2. Dezember 2014 –                    |
|                | Minister für Informationspolitik                                                                        | Jurij Stez              |      | BPP                                             | 2. Dezember 2014 –                    |
|                | Minister für Bildung und Wissenschaft                                                                   | Serhij Kwit             |      | BPP                                             | 2. Dezember 2014 –                    |
|                | Minister für Gesundheitsschutz                                                                          | Oleksandr Kwitaschwili  |      | BPP                                             | 2. Dezember 2014 –                    |
|                | Minister für Sozialpolitik                                                                              | Pawlo Rosenko           |      | BPP                                             | 2. Dezember 2014 –                    |
|                | Minister für Ökologie und Naturressourcen                                                               | Ihor Schewtschenko      |      | Vaterland                                       | 2. Dezember 2014 – 2. Juli 2015       |
| Serhij Kurykin | Minister für Ökologie und Naturressourcen                                                               |                         | /    | kommissarisch 12. August 2015 – 27. Januar 2016 |                                       |
| Hanna Wronska  | Minister für Ökologie und Naturressourcen                                                               |                         | /    | kommissarisch 5. Februar 2016 –                 |                                       |
|                | Minister für Jugend und Sport                                                                           | Ihor Schdanow           |      | Vaterland                                       | 2. Dezember 2014 –                    |
|                | Minister für Agrarpolitik und Lebensmittel                                                              | Oleksij Pawlenko        |      | Selbsthilfe, seit 2. Februar 2016 unabhängig    | 2. Dezember 2014 –                    |

### Weitere wichtige Ämter
| Logo           | Portfolio                                                  | Amtsträger               | Foto | Parteizugehörigkeit                                                                          | Bemerkung                                                                   |
| -------------- | ---------------------------------------------------------- | ------------------------ | ---- | -------------------------------------------------------------------------------------------- | --------------------------------------------------------------------------- |
|                | Parlamentspräsident der Werchowna Rada                     | Wolodymyr Hrojsman       |      | BPP                                                                                          | Mitglied im Nationalen Sicherheits- und Verteidigungsrat                    |
|                | Leiter der Präsidialverwaltung                             | Borys Loschkin           |      | –                                                                                            | Mitglied im Nationalen Sicherheits- und Verteidigungsrat                    |
|                | Generalstaatsanwalt                                        | Witalij Jarema           |      | Vaterland                                                                                    | bis Februar 2015; Mitglied im Nationalen Sicherheits- und Verteidigungsrat  |
| Wiktor Schokin | Generalstaatsanwalt                                        |                          | –    | 10. Februar 2015 bis 3. April 2016; Mitglied im Nationalen Sicherheits- und Verteidigungsrat |                                                                             |
|                | Sekretär des Nationalen Sicherheits- und Verteidigungsrats | Oleksandr Turtschynow    |      | Volksfront                                                                                   | Mitglied im Nationalen Sicherheits- und Verteidigungsrat                    |
|                | Präsidentin der Nationalbank                               | Walerija Hontarewa       |      | –                                                                                            | komm. Mitglied im Nationalen Sicherheits- und Verteidigungsrat              |
|                | Leiter des Inlandsgeheimdienstes SBU                       | Walentyn Nalywajtschenko |      | –                                                                                            | bis 18. Juni 2015; Mitglied im Nationalen Sicherheits- und Verteidigungsrat |
| Wassyl Hryzak  | Leiter des Inlandsgeheimdienstes SBU                       |                          | –    | seit Juli 2015; Mitglied im Nationalen Sicherheits- und Verteidigungsrat                     |                                                                             |
|                | Vorsitzender der Zentralen Wahlkommission der Ukraine      | Mychajlo Ochendowskyj    |      | –                                                                                            |                                                                             |